# Liste der Baudenkmale in Eichwalde
Die Liste der Baudenkmale in Eichwalde enthält alle Baudenkmale der brandenburgischen Gemeinde Eichwalde und ihrer Ortsteile. Grundlage ist die Landesdenkmalliste mit dem Stand vom 1. Januar 2025.

## Baudenkmale
In den Spalten befinden sich folgende Informationen:
- ID-Nr.: Die Nummer wird vom Brandenburgischen Landesamt für Denkmalpflege vergeben. Ein Link hinter der Nummer führt zum Eintrag über das Denkmal in der Denkmaldatenbank. In dieser Spalte kann sich zusätzlich das Wort Wikidata befinden, der entsprechende Link führt zu Angaben zu diesem Denkmal bei Wikidata.
- Lage: die Adresse des Denkmales und die geographischen Koordinaten. Link zu einem Kartenansichtstool, um Koordinaten zu setzen. In der Kartenansicht sind Denkmale ohne Koordinaten mit einem roten beziehungsweise orangen Marker dargestellt und können in der Karte gesetzt werden. Denkmale ohne Bild sind mit einem blauen bzw. roten Marker gekennzeichnet, Denkmale mit Bild mit einem grünen beziehungsweise orangen Marker.
- Bezeichnung: Bezeichnung in den offiziellen Listen des Brandenburgischen Landesamtes für Denkmalpflege. Ein Link hinter der Bezeichnung führt zum Wikipedia-Artikel über das Denkmal.
- Beschreibung: die Beschreibung des Denkmales
- Bild: ein Bild des Denkmales und gegebenenfalls einen Link zu weiteren Fotos des Baudenkmals im Medienarchiv Wikimedia Commons

### Eichwalde
| ID-Nr.                           | Lage                                                            | Bezeichnung                                                                           | Beschreibung | Bild                                                                                  |
| -------------------------------- | --------------------------------------------------------------- | ------------------------------------------------------------------------------------- | --- | ------------------------------------------------------------------------------------- |
| 09140340                         | Bahnhofstraße 80 (Lage)                                         | Schule (später Humboldt-Schule)                                                       | Der Bau ist in drei Bauphasen in verschiedenen Stilen erstanden. Paul Egeling baute 1899 den Kernbau im Stil der Neugotik. In den Jahren 1909 bis 1910 wurde der Bau in einem strengeren neugotischen Stil erweitert. Im Jahre 1927 wurde die Schule im expressionistischen Stil erweitert. | Schule (später Humboldt-Schule)                                                       |
| 09141123 Teilobjekt zu: 09140340 | Bahnhofstraße 80 (Lage)                                         | Schule                                                                                | | BW                                                                                    |
| 09141124 Teilobjekt zu: 09140340 | Bahnhofstraße 80 (Lage)                                         | Schule                                                                                | Die Planung der Schule stammt von dem Architekt Georg Roensch aus Berlin. | BW                                                                                    |
| 09141125 Teilobjekt zu: 09140340 | Bahnhofstraße 80 (Lage)                                         | Schule                                                                                | Die Planung der Schule stammt von dem Architekt Friedrich Brinkmann aus Berlin. | BW                                                                                    |
| 09140436                         | Beethovenstraße 26 (Lage)                                       | Wohnhaus, Treppenanlage sowie straßenseitige Einfriedung                              | | Wohnhaus, Treppenanlage sowie straßenseitige Einfriedung                              |
| 09141207 Teilobjekt zu: 09140436 | Beethovenstraße 26 (Lage)                                       | Einfriedung                                                                           | Der Staketenzaun wurde 1893 aus Gusseisen erstellt, die Pfeiler und der Sockel sind aus Ziegel. | BW                                                                                    |
| 09140078                         | Grünauer Straße 58 (Lage)                                       | Kirche                                                                                | Die evangelische Kirche auf dem Händelplatz wurde 1908 im Stil einer Basilika erbaut. Im Inneren ist die Ausstattung aus bemalten Sandstein. | weitere Bilder                                                                        |
| 09140613 Teilobjekt zu: 09140078 | Grünauer Straße 58 (Lage)                                       | Orgel                                                                                 | Die Orgel wurde vom Orgelbauer Friedrich Weigle gefertigt. | BW                                                                                    |
| 09140477                         | Heinrich-Heine-Allee 8 (Lage)                                   | Mietwohnhaus mit Nebengebäude und Vorgarteneinfriedung                                | | Mietwohnhaus mit Nebengebäude und Vorgarteneinfriedung                                |
| 09141283 Teilobjekt zu: 09140477 | Heinrich-Heine-Allee 8 (Lage)                                   | Hofgebäude                                                                            | | BW                                                                                    |
| 09140548                         | Heinrich-Zille-Straße 8 (Lage)                                  | Villa „Schwedisches Blockhaus“ mit Wirtschaftsgebäude und straßenseitiger Einfriedung | Das Holzhaus wurde 1892 aus Schweden importiert. Bis 1920 war es eine Gaststätte, danach wurde es umgebaut und als Wohnhaus genutzt. Es ist ein zweigeschossiges Haus mit einem Eckturm. | Villa „Schwedisches Blockhaus“ mit Wirtschaftsgebäude und straßenseitiger Einfriedung |
| 09141325 Teilobjekt zu: 09140548 | Heinrich-Zille-Straße 8 (Lage)                                  | Wirtschaftsgebäude                                                                    | | BW                                                                                    |
| 09140481                         | Romanusplatz, Wusterhausener Straße 33, Lessingstraße 30 (Lage) | Katholische St.-Antonius-Kirche mit Pfarrhaus einschließlich Einfriedung              | Die katholische Kirche ist eine Basilika im neuromanischen Stil aus dem Jahr 1913. | weitere Bilder                                                                        |
| 09141289 Teilobjekt zu: 09140481 | Wusterhausener Straße 33, Lessingstraße 30 (Lage)               | Pfarrhaus                                                                             | | BW                                                                                    |
| 09140415                         | Stubenrauchstraße 29 (Lage)                                     | Einfamilienhaus                                                                       | Das auch Würfelhaus genannte Wohnhaus wurde im Jahre 1931 nach Plänen des Berliner Architekten Richard Iwan von der Staffelbau-Bau-GmbH im kubischen Stil errichtet. | weitere Bilder                                                                        |
| 09140532                         | Uhlandallee 17-19, Stubenrauchstraße 26 (Lage)                  | Wohnhaus                                                                              | | Wohnhaus                                                                              |
| 09140079                         | Waldstraße 129-137 (Lage)                                       | Gruppenwohnhaus „Siedlung“ mit Hofbereich und rückwärtiger Kleingartenanlage          | | Gruppenwohnhaus „Siedlung“ mit Hofbereich und rückwärtiger Kleingartenanlage          |
| 09141024 Teilobjekt zu: 09140079 | Waldstraße 129-137 (Lage)                                       | Mietergartenanlage                                                                    | | BW                                                                                    |